# Hoverboard (tweewieler)
Een hoverboard of oxboard is een sinds 2015 bestaand, zelfbalancerend, door elektromotoren aangedreven eenpersoonstransportmiddel (als een Segway zonder stang). Het is een uit twee delen bestaande plank met een ingebouwde accu en met aan weerszijden wieltjes. Het apparaat heeft geen stuur; sturen gebeurt door het verplaatsen van gewicht en het met de voeten manipuleren van de plank. De maximumsnelheid kan variëren maar ligt meestal rond de 12 km/u. Deze is ook sterk afhankelijk van factoren zoals het gewicht van de gebruiker, temperatuur, helling en ondergrond.

## Naamgeving
De naam hoverboard is afkomstig uit de film Back to the Future Part II, waarin met een hoverboard een soort zwevend skateboard werd aangeduid. In 2015 kwam Lexus met een echt zwevend skateboard, maar gebruikte de naam daarvoor niet. Verder is er het flyboard.
De benaming hoverboard voor de elektrisch aangedreven tweewieler zonder stuur is feitelijk incorrect, maar gangbaar.

## Voortbeweging
Om zich voort te bewegen maakt het hoverboard gebruik van balans. Door gebruik te maken van een gyroscoop en softwarematige aansturing van de wielen kan er zowel vooruit als achteruit gereden worden. Ook kan men met het board 360 graden draaien. Inmiddels zijn er vele varianten leverbaar, waaronder een hoverboard waarop de berijder zit in plaats van staat, en een met een extra wieltje aan de voorkant.

### Besturing
- Vooruit bewegen – Om vooruit te bewegen zal de persoon naar voren moeten leunen. De voeten dienen daarbij op beide platforms geplaatst te worden en de tenen moeten daarbij naar beneden wijzen.
- Achteruit bewegen – Om achteruit te bewegen zal de persoon naar achter moeten leunen. De voeten dienen daarbij op beide platforms geplaatst te worden en de hakken moeten daarbij naar beneden wijzen.
- Naar rechts sturen – Om naar rechts te sturen zal de persoon druk moeten leggen op het linkerbeen.
- Naar links sturen – Om naar links te sturen zal de persoon druk moeten leggen op het rechterbeen.

## Wetgeving
Hoverboards zijn op dit moment in Nederland en Engeland op de openbare weg verboden. Op eigen terrein rijden is daarentegen wel legaal. Een aanwijzing als bijzondere bromfiets is in Nederland niet waarschijnlijk omdat het board geen stuur heeft.
Een hoverboard wordt door de Europese Commissie beschouwd als een machine en moet voldoen aan de eisen van de Europese Machinerichtlijn 2006/42/EG. In Nederland zijn deze eisen in de wetgeving opgenomen via het Warenwetbesluit machines.

## Brandgevaar
Er zijn verschillende gevallen bekend van hoverboards waarvan de accu bij het opladen oververhit raakte, waardoor brand ontstond. In 2018 bleek uit onderzoek van de Nederlandse Voedsel- en Warenautoriteit (NVWA) dat bij vele in de handel verkrijgbare hoverboards het opladen niet automatisch stopt wanneer de accu vol is, wat tot oververhitting kan leiden en in brand kan resulteren. Naar aanleiding daarvan gaf de NVWA het advies hoverboards niet 's nachts op te laden en alleen als er iemand aanwezig is om in te grijpen.